# 모던 타임스 (영화)
《모던 타임스》(Modern Times)는 1936년에 제작된 찰리 채플린의 코미디 영화이다. 이 영화는 당시 산업혁명을 날카롭게 비판하였으며 채플린은 이 영화가 발단이 되어 나중에 공산주의자로 몰려 미국에서 쫓겨나게 된다. 이 영화는 무성 영화로 제작되었으나 의외로 흥행에는 성공하였다.

## 줄거리

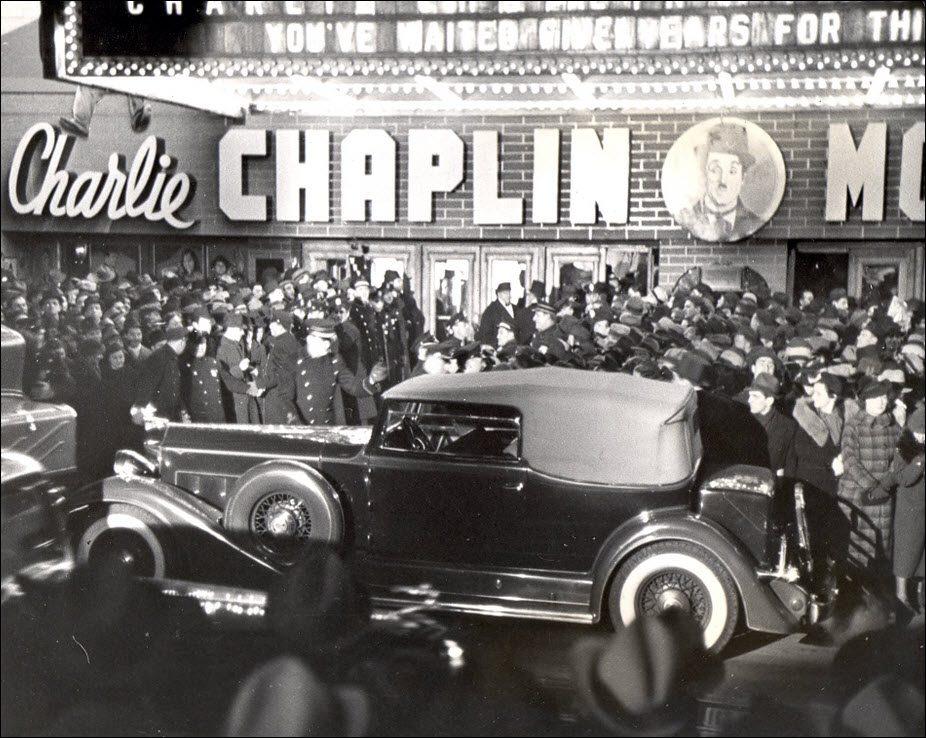
개봉 당시 뉴욕의 풍경

영화는 지하철에 나오는 노동자들 속에서 시작된다. 주인공인 떠돌이는 어느 공장에서 일하는데 공장의 사장은 계속 빠르게 생산하라고 지시를 한다. 이런 가운데 떠돌이는 나사처럼 생긴 것은 뭐든지 조이려는 정신병에 걸려서 정신 병원으로 이송된다. 병원에서 나온 떠돌이는 병이 회복되었지만 공장에서 해고되어 거리를 떠돈다. 그러다가 우연히 트럭에서 떨어진 빨간 깃발을 트럭에게 주려고 달리다 공산주의자로 몰려 경찰서에 간다. 여기서 떠돌이는 경찰서에서 탈옥수를 잡은 공으로 사면된다. 그래서 보안관의 추천으로 일자리를 구하려고 하지만 쉽게 구하지 못하여 떠돌이는 다시 경찰서로 가고 싶어한다.
한편, 빈민가에는 한 소녀가 살고 있다. 소녀의 아버지는 실직자이지만 소녀와 아버지는 가난해도 행복하게 산다. 그러나 소녀의 아버지가 사고로 거리에서 죽자 소녀는 고아원에 보내지려 한다. 소녀는 탈출을 해 떠돌이와 마주쳤고 경찰차에서 다시 만난 둘은 경찰차에서 탈출한다. 떠돌이는 백화점에 야간 경비원으로 취직하지만 도둑들과 함께 술을 마시게 되어 다시 경찰서로 간다.
우여곡절 끝에 카바레에 취직한 둘은 행복한 삶을 살 것으로 예상하였다. 그러나 소녀의 정체를 안 경찰관은 소녀를 잡으려 하고 소녀와 떠돌이는 다시 탈출한다. 새벽에 둘은 희망을 갖고 다시 걸으면서 영화는 막을 내린다.

## 에피소드

### 유성 영화를 시도해본 채플린
채플린은 유성영화에 대해서 그다지 좋지 않은 생각을 가지고 있었다. 이 생각은 <시티 라이트>에 잘 나와 있다. 채플린은 이 영화를 유성 영화로 할 시도를 했다. 그 예로 공장에서 사장에게 소개를 시키려고 하는 녹음기라든가 라디오 방송이 있다. 하지만 제대로 된 소리는 채플린이 카바레에서 노래한 러시아어나 라틴어의 불가사의한 노래다. 대부분의 사람들은 이 소리만 <모던 타임즈>에 나온 음성이라고 생각한다.

### 자본주의의 인간성 무시에 대한 격렬한 분노를 고발
토키영화 도래에 맞서 사이렌트의 아성(牙城)을 지키며, 단 한마디의 대사 없이, 이미 오늘의 오토메이션시대를 60년 전에 간파한 영화이다. 타이틀백의 시계 문자판이 상징하듯, 시계에 지배되는 기계문명에 대한 도전과, 자본주의의 인간성 무시에 대한 분노를 묘파한 것이다. 결코 새로운 것만 좋아하지는 않았으므로 토키에 대해 반응을 보이지 않았고, 채플린은 자본주의의 인간성 무시에 대한 격렬한 분노를 저력있게 고발한다.

### ‘자본(돈)’이 ‘주의(이데올로기)’가 된 사회에 보내는 메시지
자본주의 체제를 향한 채플린의 거침없는 풍자는 미국의 주류 세력의 심기를 건드렸다. 결국 메카시즘 광풍과 함께 채플린은 1952년 미국에서 추방되는 아픔을 겪어야만 했다. 미국뿐 아니라 다른 자본주의 국가에서도 채플린은 시련을 겪었다. 공산주의 영화라며 1936년 당시 독일, 이탈리아에서는 상영이 금지됐고, 오스트리아에서는 우연히 주운 깃발을 들고 뛰다가 시위 주동자로 몰리는 장면이 검열에 걸렸다. 심지어 우리나라에서는 영화가 만들어진 지 50여년이 지나서야 개봉될 수 있었다. 1988년 국내 개봉 당시 영화 <모던타임즈>는 27만 명이 관람해 당시 개봉영화 가운데 6위를 차지했다. <모던타임즈>와 흥행 순위를 다툰 영화는 <지옥의 묵시록>(31만 명), <다이하드>(46만 명) 등이었다. 얼마나 대단한 인기였는지 알 수 있는 대목이다.

## 캐스팅
| 배우                 | 배역          |
| -------------------- | ------------- |
| 찰리 채플린          | 떠돌이        |
| 폴렛 고더드          | 집 없는 소녀  |
| 헨리 버그만          | 카바레의 주인 |
| 알 어니스트 가르시아 | 공장의 주인   |

## 같이 보기
- 포드주의